# ダンパー (パン)
ダンパー（英: Damper）はオーストラリアの伝統的なソーダブレッドで、スワッグマン（必需品を毛布に包んで担ぎ農場を渡り歩く労働者）や牧童によって調理される。

## 概要
ダンパーは小麦粉を主原料とするパンで、伝統的にキャンプファイヤーの炭の中で焼かれる。ダンパーはオーストラリアの象徴的な料理である。ニュージーランドでもキャンプ料理としても作られるようになって何十年にもなる。
ダンパーはもともと、遠隔地を何週間または何ヶ月も、基本的な食料品である小麦粉・砂糖・紅茶と、何であれ手に入れた肉を付け加えた食事だけで旅行する牧童（現地語ではStockman）によって考案された。
ダンパーの基本的な材料は、小麦粉・水・時には牛乳である。重曹で膨らませることもある。ダンパーは通常、キャンプファイヤーの灰の中で焼かれる。灰を平らにし、ダンパーをそこに置いて10分焼く。これに続いて、ダンパーを灰で覆い、ダンパーを突いたときに中が固まった音がするまでさらに20〜30分焼く。他に、油を塗ったダッチオーブンで焼く方法もある。ダンパーは、干し肉または焼いた肉、ゴールデンシロップと一緒に食べられる。
ダンパーはアボリジニでも一般的に食べられる料理である。アボリジニの女性は伝統的に季節の穀物やナッツ類でブッシュ・ブレッドを焼いていた。
ダンパーはアウトドア愛好家に人気のキャンプ料理となり、ベーカリーでも購入可能になった。幾つものバリエーションやレシピが存在し、いくつかは本物のダンパーだが、都会の人達の口に合うパン製品を販売するためにダンパーの名前を使用しているものもある。